# Mobile Suit Gundam: Iron-Blooded Orphans
Mobile Suit Gundam: Iron-Blooded Orphans (яп. 機動戦士ガンダム 鉄血のオルフェンズ кидо: сэнси гандаму тэккэцу но оруфэндзу) — телевизионный аниме-сериал снятый студией Sunrise; а также одноимённая манга. Режиссёр — Тацуюки Нагаи. Автор сценария — Мари Окада.
«Железнокровные сироты» рассказывает о подвигах группы малолетних солдат, которые создают собственную охранную компанию после восстания против предавших их взрослых на футуристическом терраформированном Марсе. Сериал посвящен нескольким реальным проблемам, таким как война, рабство, дети-солдаты, бедность, неоколониализм и коррупция. Крылатая фраза сериала — «Суть жизни на поле боя». (яп.いのちの糧は、戦場にある。, Иноти но катэ ва, сэндзё ни ару.)